# Montegrotto Terme
Montegrotto Terme là một đô thị thuộc tỉnh Padova vùng Veneto, tọa lạc cách 45 km về phía tây của Venezia và cách khoảng 11 km về phía tây nam của Padova. Tại thời điểm ngày 31 tháng 12 năm 2004, đô thị này có dân số 10.598 người và diện tích 15,2 km².
Montegrotto Terme có các khu nghỉ dưỡng suối nước nóng.
Montegrotto Terme giáp các đô thị: Abano Terme, Battaglia Terme, Due Carrare, Galzignano Terme, Torreglia.